# Бенвенути, Пьетро
Пьетро Бенвенути (итал. Pietro Benvenuti; 8 января 1769, Ареццо — 3 февраля 1844, Флоренция) — итальянский живописец академического направления флорентийской школы.

## Биография
Художник родился в Ареццо близ Флоренции, в Тоскане. Учился живописи во флорентийской Академии изящных искусств, затем, в 1792—1803 годах, — в Риме. С ранних лет он был другом В. Камуччини, вместе с которым, а также с Л. Сабателли и Л. Чиконьяра, основал в Риме частную школу рисования обнажённой натуры.
Затем вернулся во Флоренцию. В 1807 году стал придворным художником Элизы Бонапарт, великой герцогини тосканской, и членом Флорентийской академии. В 1811—1812 годах получил заказ на росписи новых комнат в Палаццо Питти, где он вместе с помощниками создал серию фресок на мифологические сюжеты для «Салона Геракла». Другой престижный заказ от великого герцога Тосканы Леопольда II заключался в росписи купола Капеллы Медичи на восемь сюжетов из Ветхого и Нового Завета, дополненных образами четырёх пророков и четырёх евангелистов. Под руководством Бенвенути гравёр Карло Лазинио создал серию гравюр по фрескам Луки Джордано в Палаццо Медичи-Риккарди.
Позднее Пьетро Бенвенути стал членом Академии Брера в Милане, в 1829 году был избран почётным членом Национальной академии рисунка во Флоренции. С 1805 года жил во Флоренции, где умер в должности директора академии.
Бенвенути работал под обоюдным влиянием римского классицизма и французского академического искусства. В церкви Сан-Лоренцо во Флоренции художнику поставлен надгробный памятник работы Бертеля Торвальдсена.
Среди его учеников в Академии изящных искусств во Флоренции были Луиджи Муссини, Чезаре Муссини, Джузеппе Гандольфо, Стефано Усси, Антонио Чизери, Франческо Менси, Никола Чианфанелли, Адеодато Малатеста, Джузеппе Беццуоли, Энрико Полластрини, Франческо Ненчи, Джузеппе Гоццини и Луиджи Бьяджи.

## Галерея

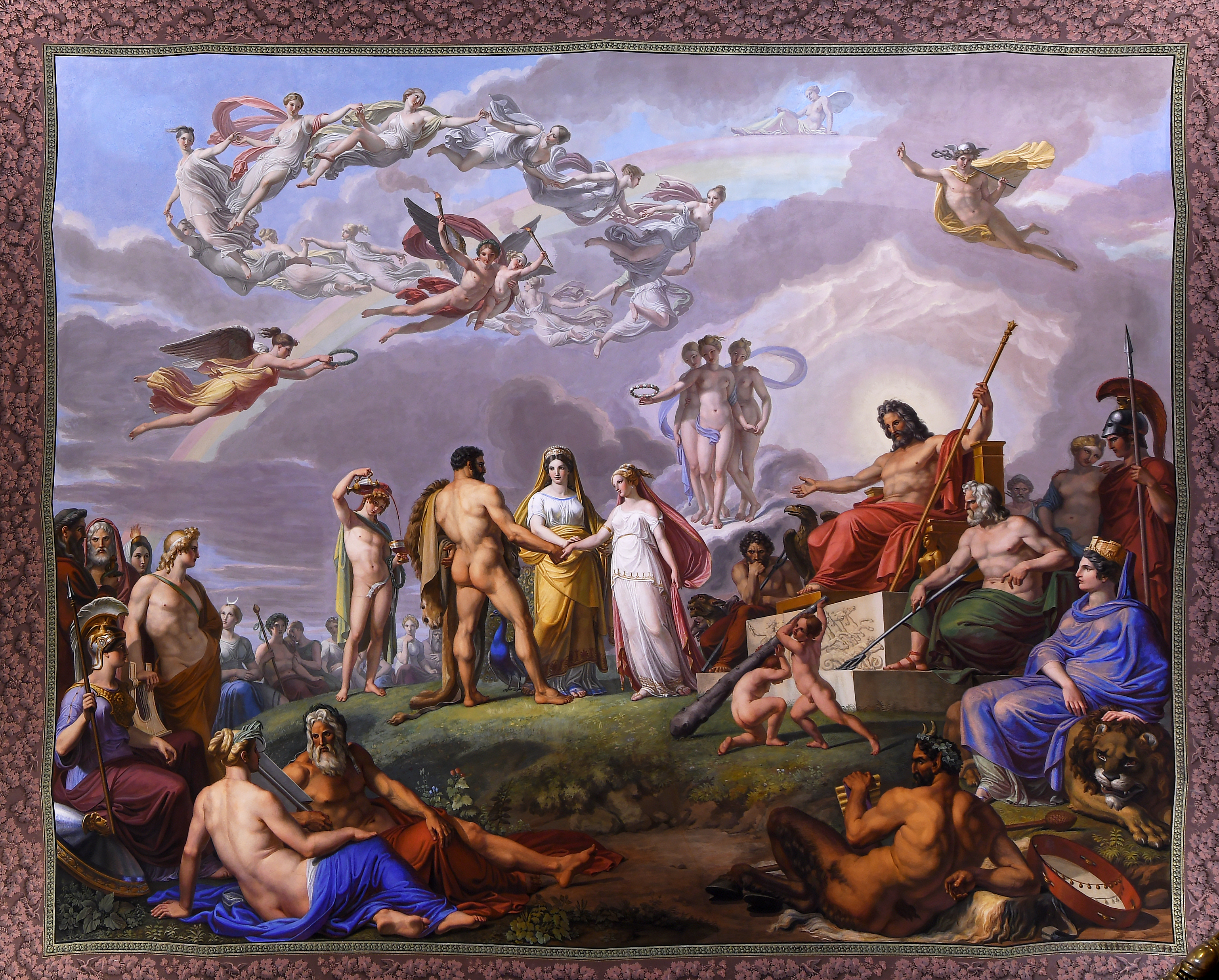
Свадьба Геракла и Гебы. 1811–1812. Реплика фрески П. Бенвенути в Палаццо Питти. Галерея Палатина, Флоренция
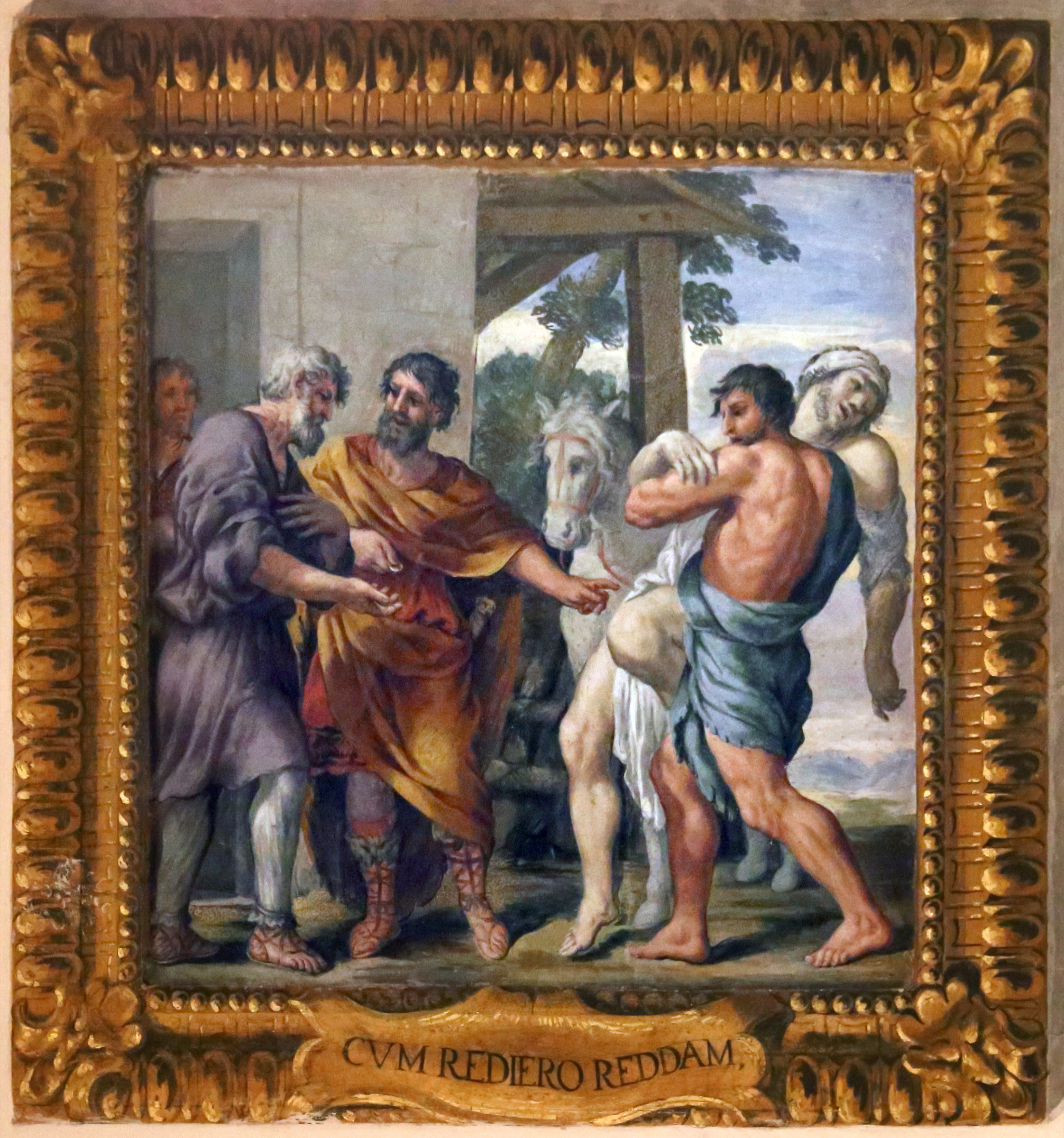
Добрый самаритянин. Ок. 1795. Епархиальный музей, Ареццо
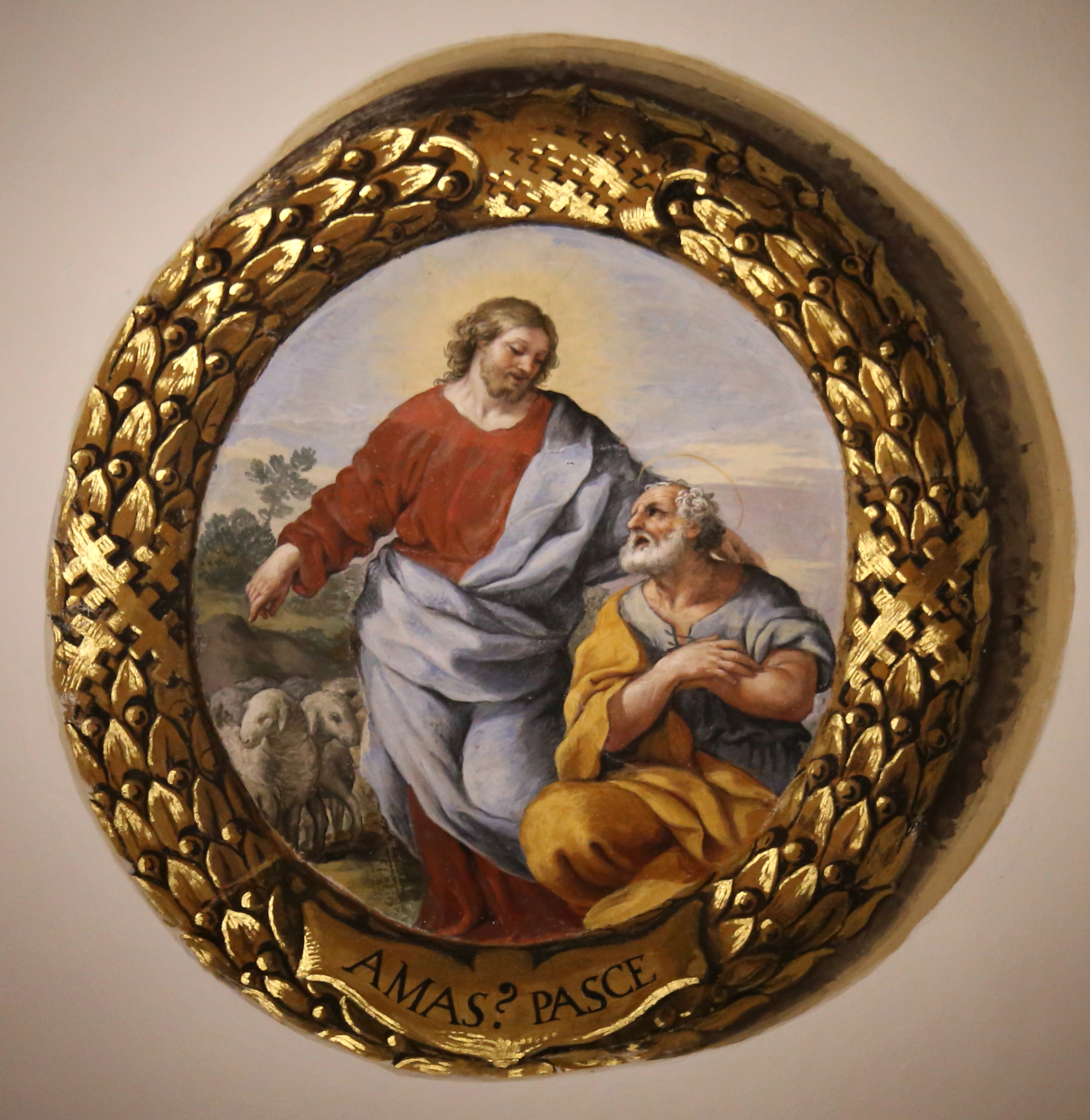
«Паси овец Моих». Иисус и святой Пётр. Ок. 1795. Епархиальный музей, Ареццо
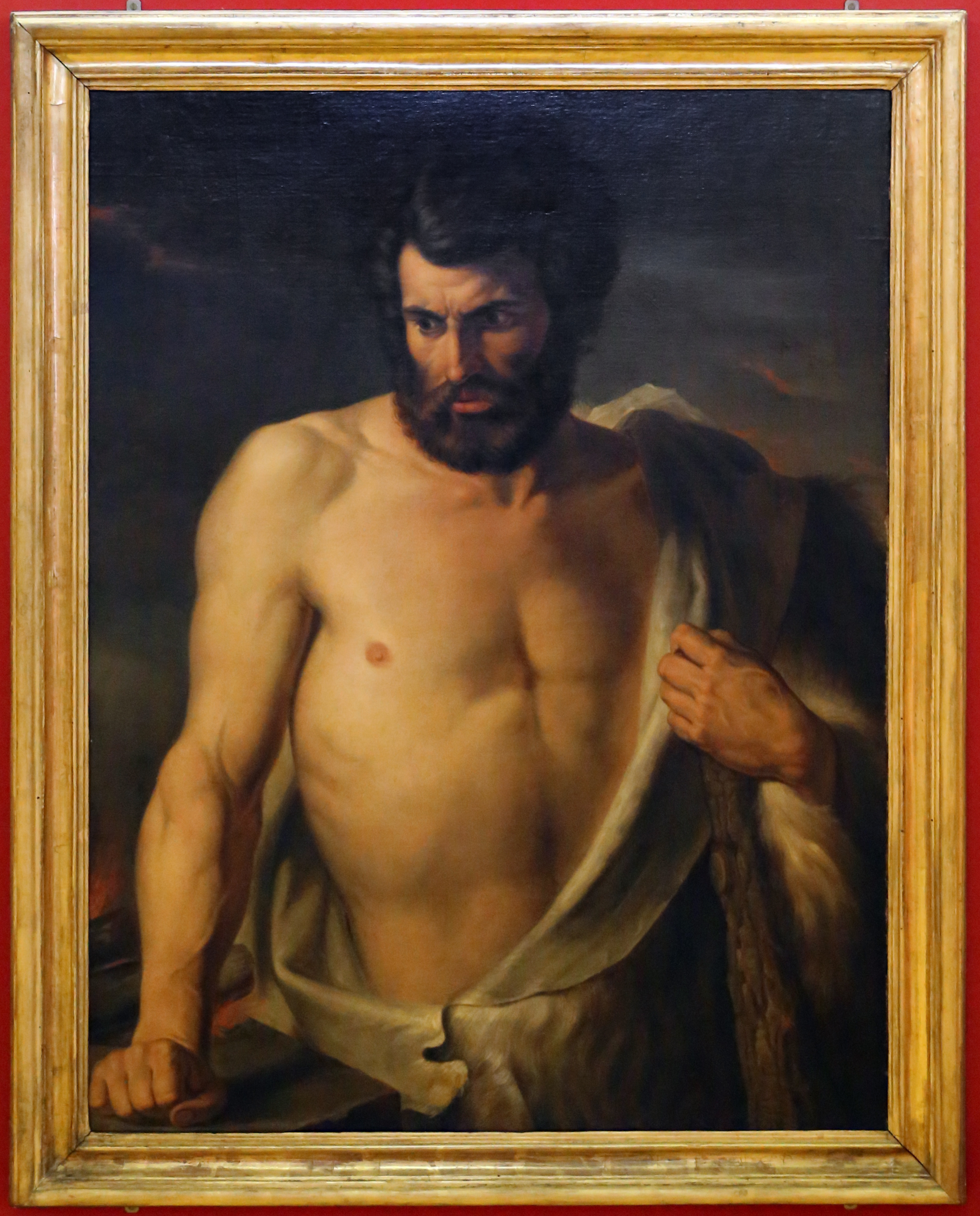
Каин. Национальный музей, Пистоя
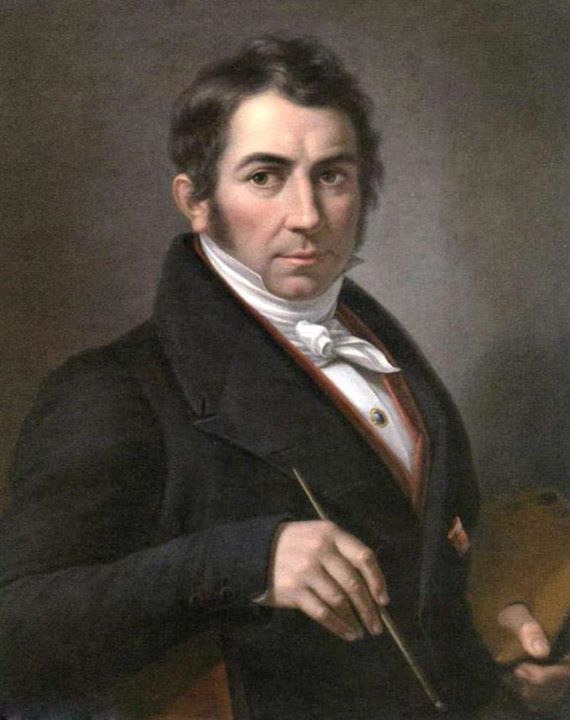
Автопортрет. Уффици, Флоренция
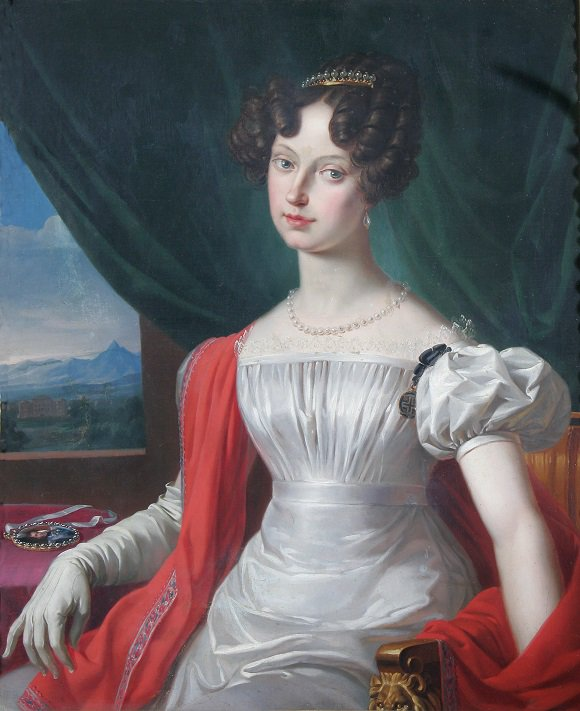
Мария Терезия Тосканская, королева Сардинии
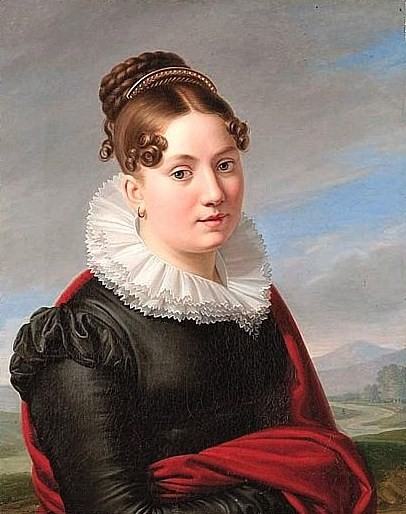
Элеонора Пандольфини Ненчини. 1810-е гг.
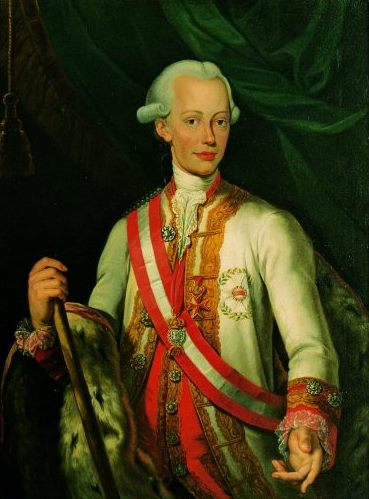
Леопольд I, великий герцог Тосканский. Дворец Братства мирян, Ареццо